# Дарденю
Дарденю́ (фр. dardenue) — мідна французька монета, карбована в 1711—1712 роках для Провансу. Вартість монети 6 деньє. На ній містилися шість увінчаних короною літер «L», розміщених по дві проти кожної зі сторін рівностороннього трикутника.

## Джерело
- 3варич В. В. Нумізматичний словник. — Львів: «Вища школа», 1978, 338 с.